# Junts per Catalunya
Junts per Catalunya (JuntsxCat of JxCat, Spaans: Juntos por Cataluña, 'Samen voor Catalonië') is een Catalaanse politieke partij rond de voormalige president van de Generalitat van Catalonië Carles Puigdemont.

## Geschiedenis
De partij begon als coalitie gevormd door de Catalaanse Europese Democratische Partij (Partido Demócrata Europeo Catalán, PDeCAT) – de opvolger van de inmiddels ter ziele gegane Convergència Democràtica de Catalunya – en onafhankelijken. De coalitie was bedoeld om de Catalaanse regionale verkiezingen van 21 december 2017 te betwisten. De PDeCAT zou de kern van het platform vormen, maar de lijst was eerder opgesteld als een lijst rond Puigdemont, samengesteld met personen uit het maatschappelijk middenveld, dan als een partijlijst.
Het platform kwam tot stand omdat Puigdemont niet alleen met de PDeCAT de verkiezingen in wilde gaan, en zowel Esquerra Republicana de Catalunya (ERC) als Candidatura d'Unitat Popular (CUP) weer onder de vlag van Junts pel Sí wilden deelnemen.
De lijst behaalde 34 zetels bij de verkiezingen van december 2017 en werd daarbij alleen geklopt door Ciudadanos, dat op 36 zetels kwam. De JuntsxCat trad toe in een regeringscoalitie met de Esquerra Republicana de Catalunya–Catalunya Sí, ERC–CatSí, een fusie van de Esquerra Republicana de Catalunya en Catalunya Sí.
De 131ste president van de Generalitat van Catalonië werd Joaquim Torra i Pla, die voor JuntsxCat in het Catalaans Parlement zat.

### Europese verkiezingen
Eind april 2019 verbood de Spaanse kiescommissie Puigdemont om als lijsttrekker van JuntsxCat deel te nemen aan de Europese Parlementsverkiezingen van dat jaar, omdat de naar België gevluchte leider zich niet persoonlijk in Spanje had laten registreren. Hetzelfde verbod gold voor de eveneens naar het buitenland gevluchte kandidaten Antoni Comín en Clara Ponsatí, respectievelijk de nummer 2 en 3 op de lijst. Het Spaanse hooggerechtshof maakte het verbod in mei echter ongedaan. Zowel Puigdemont als Comín behaalde een zetel in het Europees Parlement.
In juli 2020 werd Junts per Catalunya als politieke partij opgericht, en in december van dat jaar werd de coalitie onder die naam formeel ontbonden.
Op een congres in het Franse Argèles-sur-Mer op 4 juni 2022 stelde Puigdemont zich niet herkiesbaar als voorzitter. Tot zijn opvolger werd parlementsvoorzitter Laura Borras gekozen. Secretaris-generaal en partijleider werd Jordi Turull, die zijn gevangenisstraf voor het illegale referendum inmiddels had uitgezeten, en dus weer volledig aan het politieke bedrijf kon deelnemen.

### Amnestiewet
In januari 2024 stemde de partij na maanden van onderhandelen onverwacht tegen een door haarzelf geëiste wet die Catalaanse separatisten amnestie moest verlenen, omdat niet genoeg mensen eronder zouden vallen, onder wie minister-president Carles Puigdemont zelf. Op 14 maart 2024 stemde het Spaanse Congres de amnestiewet voor de betrokkenen Catalanen bij het onafhankelijkheidsstrijden goed, onder wie ook Puigdemont. De Senaat moet op zijn beurt nog de wet goedkeuren.